# Форбант
Фо́рбант (грец. Φόρβαντας) — син Лапіта (сина Аполлона) й Орсіноми, брат Періфанта. За велінням оракула, родосці прикликали його на острів, щоб він знищив змій. На Родосі Форбанта шанували як героя. За іншою версією, Форбант прибув із Фессалії до елідського царя Алектора й одружився з його сестрою Гірміною, яка народила Авгія, Актора й Тіфіта. Форбант допомагав Алекторові в боротьбі проти Пелопа і прославився як кулачний боєць. Разом із флегійцями руйнував дельфійський храм, за що його поранив Аполлон;

## Інші герої міфів
- міфічний розбійник у Фокіді
- товариш Бемольна, з яким він вирушив походом проти Ерехтея;
- кучер Тесея;
- син Геліоса.